# Gouvernement Benediktsson I
Pour les articles homonymes, voir Gouvernement Benediktsson.
République d'Islande
Jóhannsson Jakobsdóttir I
Le gouvernement Benediktsson est le gouvernement islandais du 11 janvier au 30 novembre 2017 et dirigé par le Premier ministre Bjarni Benediktsson. Il a été nommé par le président d'Islande Guðni Th. Jóhannesson à la suite des élections législatives du 29 octobre 2016. Il est formé d'une coalition entre le Parti de l'indépendance, Avenir radieux et Viðreisn.
La coalition possédant à peine la majorité (32 des 63 sièges de l'Althing), l'adoption d'une loi nécessite l'unanimité au sein de la coalition et l'opposition dispose d'un fort pouvoir.
Le 15 septembre, Avenir radieux décide à la suite d'un scandale judiciaire de se retirer de la coalition gouvernementale ce qui aboutit à la chute du gouvernement et à la convocation des élections législatives anticipées d'octobre 2017.

## Historique du mandat

### Formation
À la suite des élections législatives d'octobre 2016, une coalition formée du Parti de l'indépendance, de Viðreisn et d'Avenir radieux, sous la direction du Premier ministre Bjarni Benediktsson, constitue le nouveau gouvernement. Cette alliance ne compte que 32 sièges sur 63, ce qui la rend très fragile car tributaire d'un soutien unanime de ses membres, la perte du soutien d'un seul député suffisant pour la renverser,.

### Dissolution
À la suite de la protection fournie à un homme condamné pour pédophile par le père du Premier ministre Bjarni Benediktsson, ce dernier est accusé de tentative d'étouffement de l'affaire. Il est en effet accusé d'avoir été informé des faits dès juillet mais de l'avoir caché à ses partenaires de coalition, jusqu'à ce qu'une commission parlementaire ne révèle l'affaire.
Hjaltk Hauksson, un homme condamné en 2004 à cinq ans et demi de prison pour avoir violé à de nombreuses reprises sa fille adoptive pendant douze années depuis ses cinq ans, a en effet vu son casier judiciaire effacé et son interdiction d'exercer certains métiers levée par le biais d'une très ancienne loi islandaise permettant à un ancien condamné de « laver son honneur » cinq ans après la fin de sa peine pour peu qu'il réunisse les lettres de recommandations de trois personnes honorables le connaissant. L'utilisation de cette coutume pour un crime de cette nature provoque un grand émoi dans le pays.
Le 15 septembre peu après minuit, le parti Avenir radieux décide alors à l'unanimité de se retirer de la coalition gouvernementale, et la perte de ces 4 sièges rend le gouvernement minoritaire à l'assemblée,. Le chef de l'autre partenaire de la coalition (le parti Viðreisn), Benedikt Jóhannesson, se dit triste de la décision d'Avenir radieux de quitter le gouvernement, déclarant apprécier la collaboration entre les trois partis. Le 16 septembre, Bjarni Benediktsson annonce que le président Guðni Th. Jóhannesson a accepté sa demande de tenir des élections anticipées, un an à peine après celles de 2016. La date du 4 novembre est initialement avancée, avant que ne soit officialisée la date du 28 octobre.

## Composition
| Fonction                                      | Titulaire | Titulaire                            | Parti |
| --------------------------------------------- | --------- | ------------------------------------ | ----- |
| Premier ministre                              |           | Bjarni Benediktsson                  | Sja   |
| Ministre des Finances                         |           | Benedikt Jóhannesson                 | Við   |
| Ministre de la Santé                          |           | Óttarr Proppé                        | BF    |
| Ministre des Affaires étrangères              |           | Guðlaugur Þór Þórðarson              | Sja   |
| Ministre de l'Agriculture et de la Pêche      |           | Þorgerður Katrín Gunnarsdóttir       | Við   |
| Ministre de l'Environnement                   |           | Björt Ólafsdóttir                    | BF    |
| Ministre de l'Industrie et du Tourisme        |           | Þórdís Kolbrún Reykfjörð Gylfadóttir | Sja   |
| Ministre des Affaires sociales                |           | Þorsteinn Víglundsson                | Við   |
| Ministre des Transports et des Communications |           | Jón Gunnarsson                       | Sja   |
| Ministre de la Justice                        |           | Sigríður Á. Andersen                 | Sja   |
| Ministre de l'Éducation                       |           | Kristján Þór Júlíusson               | Sja   |